# Агафокл Кізицький
Агафокл Кизицький (грец. Ἀγαθοκλῆς ὁ Κυζικηνὸς; жив у III ст. до н. е.) — давньогрецький історик елліністичного періоду.

## Життя та діяльність
Про дату та родину Агафокла немає відомостей. Народився у Вавилоні. Невідомо за яких обставин перебрався до міста Кізик, що в Малій Азії. Звідси й походить його прізвисько. Тут займався історичними працями. Серед його робіт відомо про дві історичні розвідки — «Про Кізик» (викладено історію міста Кізик) та «Комментарі». З них збереглися окремі фрагменти, переважно від першої праці. Разом з тим історичні роботи Агафокла були шанованими за часів еллінізму та використовувалися іншими істориками.